# Stora Havsjön, Värmland
Stora Havsjön är en sjö i Filipstads kommun och Hagfors kommun i Värmland och ingår i Göta älvs huvudavrinningsområde. Sjön är 16 meter djup, har en yta på 0,741 kvadratkilometer och befinner sig 211,2 meter över havet. Sjön avvattnas av vattendraget Havsjöälven.

## Delavrinningsområde
Stora Havsjön ingår i det delavrinningsområde (663448-139109) som SMHI kallar för Utloppet av Stora Havsjön. Medelhöjden är 263 meter över havet och ytan är 14,89 kvadratkilometer. Det finns ett avrinningsområde uppströms, och räknas det in blir den ackumulerade arean 20,9 kvadratkilometer. Havsjöälven som avvattnar avrinningsområdet har biflödesordning 4, vilket innebär att vattnet flödar genom totalt 4 vattendrag innan det når havet efter 390 kilometer. Avrinningsområdet består mestadels av skog (87 procent). Avrinningsområdet har 0,74 kvadratkilometer vattenytor vilket ger det en sjöprocent på 4,9 procent.